# Jüdischer Friedhof (Lomnice u Tišnova)

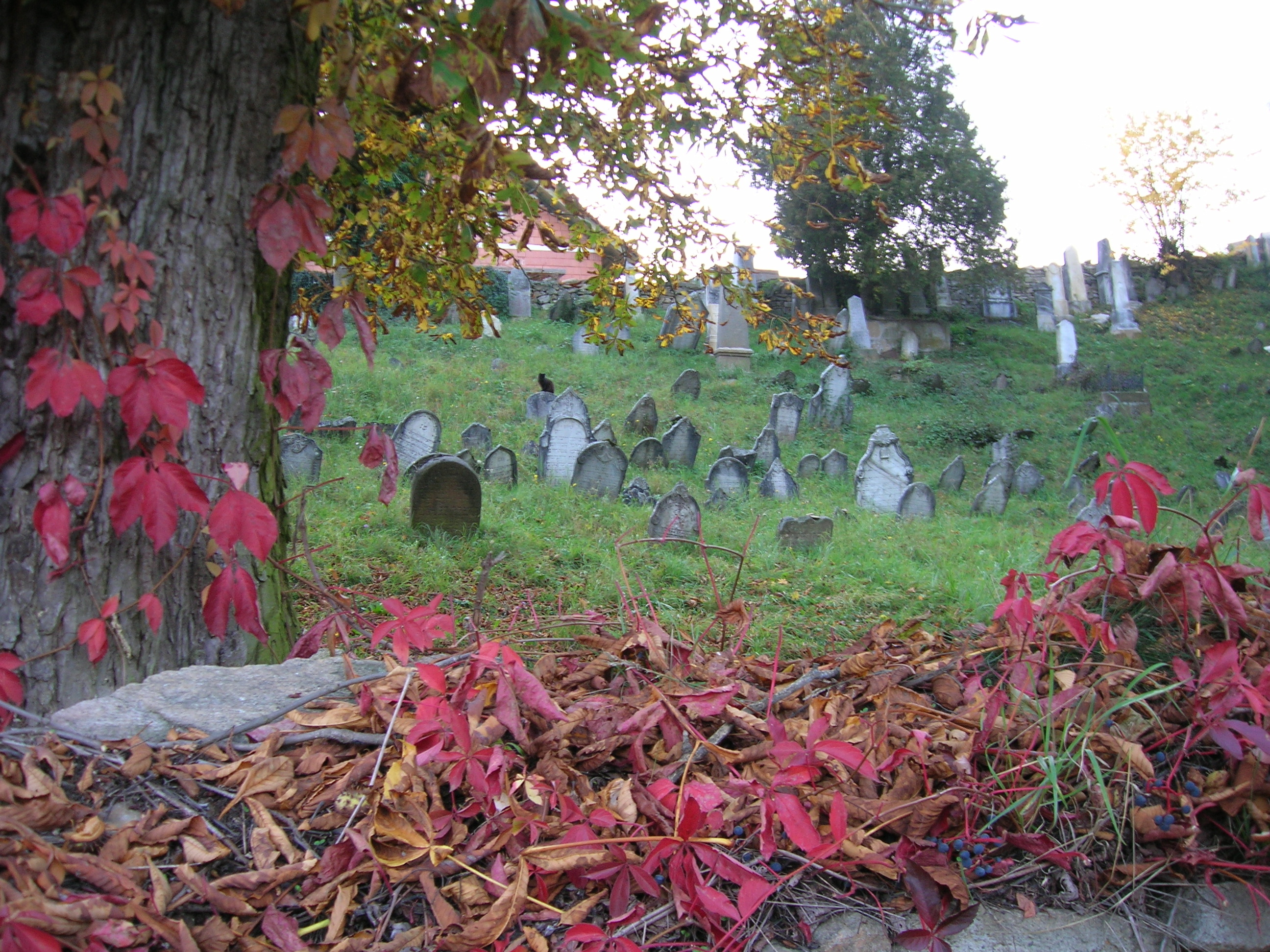
Jüdischer Friedhof in Lomnice u Tišnova

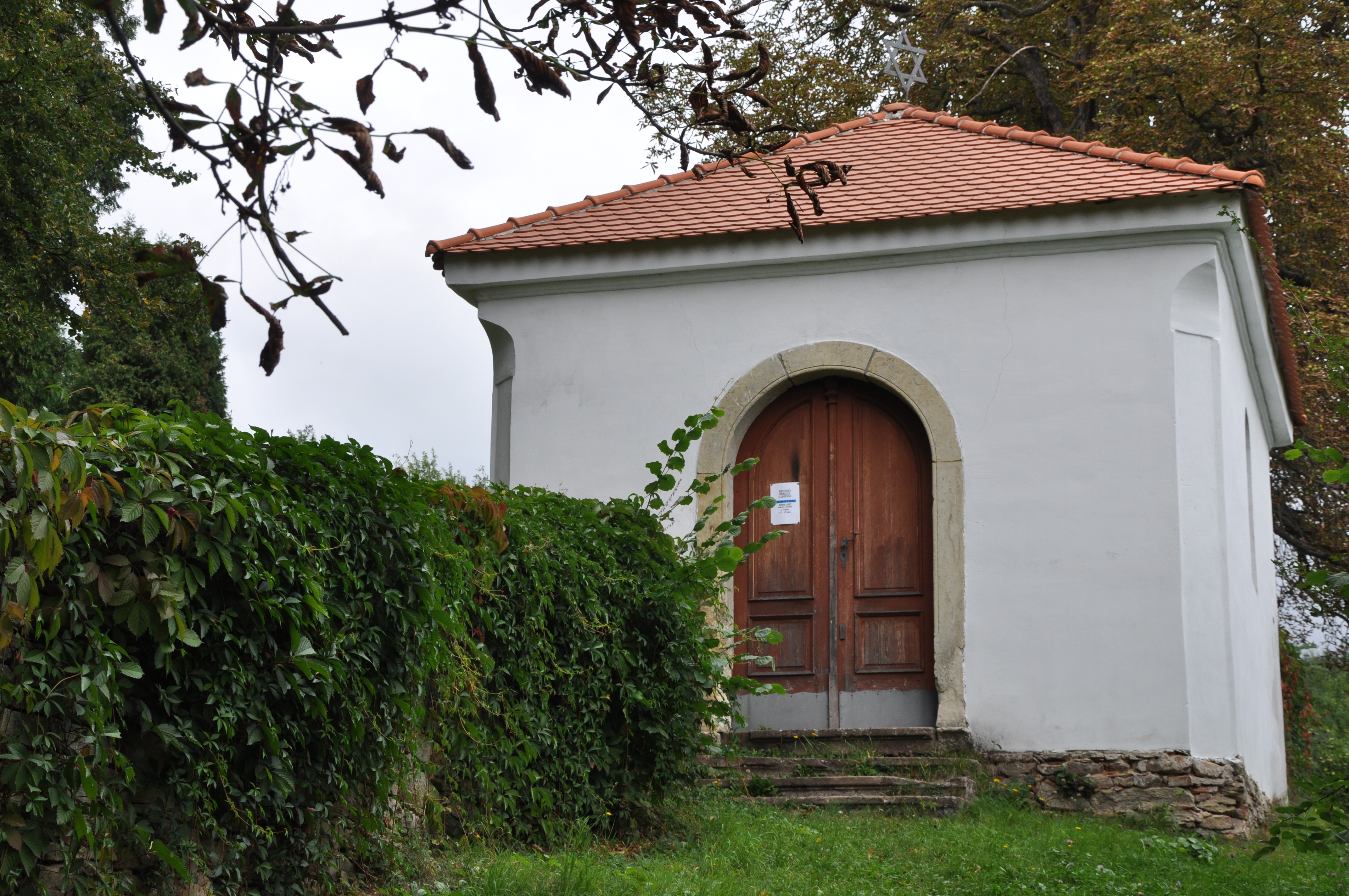
Taharahaus

Der Jüdische Friedhof Lomnice u Tišnova ist ein jüdischer Friedhof in der tschechischen Stadt Lomnice u Tišnova in der Region Jihomoravský kraj im Okres Brno-venkov. Der Friedhof liegt nördlich der Stadt.
Auf dem Friedhof mit 3521 m² befinden sich etwa 1000 Grabsteine aus dem 18. bis 20. Jahrhundert. Der älteste Grabsteine stammt aus dem Jahr 1716, die letzten Begräbnisse fanden Ende der 1930er Jahre statt.
Das Taharahaus ist erhalten.